# Roger-Gérard Schwartzenberg
Pour les articles homonymes, voir Schwartzenberg.
Roger-Gérard Schwartzenberg, né le 17 avril 1943 à Pau (Basses-Pyrénées), est un juriste, politologue et homme politique français, qui a été président du Mouvement des radicaux de gauche (MRG), devenu le Parti radical de gauche (PRG), dont il est co-président d'honneur.
D'abord député au Parlement européen (1979-1983), il est député à l'Assemblée nationale de 1986 à 2007 et de 2012 à 2017 ; il préside depuis la même année le groupe radical, républicain, démocrate et progressiste (RRDP) à l'Assemblée nationale. Il est par ailleurs membre du gouvernement français entre 1983 et 1986, puis à nouveau entre 2000 et 2002.

## Biographie

### Jeunesse et études
Roger-Gérard Schwartzenberg est le fils d'André Schwartzenberg et de Simone Schwartzenberg née Gutelman, nés l'un et l'autre à Paris, respectivement en 1906 et en 1913. Son père a une entreprise industrielle de bonneterie, située à Paris et à Rouen, en association avec son frère aîné Simon Schwartzenberg, père du professeur Léon Schwartzenberg.
Il est agrégé de droit public dès l'âge de 25 ans, en 1968 : il est alors le plus jeune professeur de faculté de France.

### Parcours professionnel
Il commence sa carrière à l'université d'Orléans. L'année suivante, il est élu à 26 ans professeur à la faculté de droit de Paris (devenue université Paris II Panthéon-Assas). Simultanément, il est professeur à l'Institut d'études politiques de Paris de 1972 à 1983 et y crée le premier cours de politique comparée. En juillet 2011, le titre de professeur émérite lui est conféré par l'université de Paris-II.
Spécialiste de droit constitutionnel et de science politique, il est l'auteur d'une dizaine de livres dont La campagne présidentielle de 1965 (1967), La guerre de succession ou l'élection présidentielle de 1969, Sociologie politique (1971, 5e édition : 1998), L'État spectacle (1977), La Droite absolue (1981), La Politique mensonge (1998), 1788 : Essai sur la maldémocratie (2006), L'État spectacle 2 (2009).
Faisant le compte-rendu de La Droite absolue dans Le Monde en février 1981, François Mitterrand conclut : « Roger-Gérard Schwartzenberg confirme qu'il prend place, par les bonheurs du style et la rigueur de la pensée, au premier rang de nos écrivains politiques. ».
Publiée dès 1977, la première version de L’État spectacle a pour sous-titre Essai sur et contre le star system en politique. Elle analyse la mutation de la vie publique sous l'effet des médias : désormais, le profil supplante le projet et l'image remplace le message. L’État spectacle est traduit aux États-Unis, en Allemagne, en Espagne, en Italie, aux Pays-Bas, en Roumanie et au Brésil.
Par ailleurs, éditorialiste au Monde (1971-1976) et à L'Express (de 1971 à 1974), Roger-Gérard Schwartzenberg y a préconisé plusieurs réformes institutionnelles qui seront adoptées postérieurement, dans les années 1990 et 2000 : instauration du quinquennat, limitation du cumul des mandats, plafonnement des dépenses électorales, aide de l'État au financement des partis politiques, statut parlementaire de l'opposition, etc.
Candidat à 59 ans pour un siège à l'Académie française, à la suite du décès de Georges Vedel qui occupait le fauteuil no 5, fauteuil qui avait été l'objet auparavant d'une élection blanche en 2003. Lors du vote du 15 janvier 2004, il obtient au premier tour, sur 30 votants, dix voix face à Jean-Claude Pecker, professeur d'astrophysique au Collège de France, membre de l'Académie des Sciences (neuf voix) et à Michel Tack (une voix). Après deux autres tours de scrutin, aucun candidat n'obtint la majorité absolue Roger-Gérard Schwartzenberg, ne se représentant pas, l'élection au fauteuil de Georges Vedel donne lieu à deux nouvelles élections blanches en 2004, avant d'être pourvu seulement en juin 2005 par Assia Djebar. En 2018, il est candidat au fauteuil d'Alain Decaux, mais retire sa candidature peu avant le scrutin.
Roger-Gérard Schwartzenberg est le cousin germain du professeur Léon Schwartzenberg, spécialiste de cancérologie. Leurs pères respectifs sont frères.

## Carrière politique

### Au sein des radicaux de gauche
Sur le plan politique, il devient en 1976 délégué général du Mouvement des radicaux de gauche (MRG), vice-président en 1978, et en est élu en 1981 président. Il reste à leur tête jusqu'à son entrée au gouvernement en mars 1983.
En 2007, Roger-Gérard Schwartzenberg et François Loos se sont rencontrés pour discuter de la perspective d'une éventuelle réunification du PRG et du Parti radical valoisien.

### L'initiateur des primaires
Roger-Gérard Schwartzenberg est le premier à gauche à avoir préconisé l'instauration de primaires présidentielles. Il le fait dans un discours à l'université d'été du Parti radical de gauche (PRG) le 29 août 2004 et dans une tribune publiée dans  Le Monde du 16 septembre 2004, intitulée « Pour des primaires à gauche ».
Afin de définir leurs modalités juridiques et techniques, il dépose à l'Assemblée nationale, le 28 février 2006, une « proposition de loi relative à l'organisation d'élections primaires en vue de la désignation des candidats à l'élection présidentielle ».
En outre, il est favorable à l'idée que le PRG ne présente pas de candidat à l'élection présidentielle de 2007 et apporte son soutien au candidat de la primaire socialiste dès le premier tour du scrutin présidentiel, afin de limiter l'émiettement électoral qui avait porté préjudice à la gauche en 2002.
Cette double idée — primaires ouvertes aux électeurs et communes à plusieurs partis de gauche —, lancée en 2004, sera adoptée à son tour par le PS à sa Convention nationale du 3 juillet 2010, consacrée à sa rénovation.

## Carrière parlementaire
En 1979, le Parlement européen est désigné pour la première fois au suffrage universel direct. Il y est élu député sur la liste PS-MRG, conduite par François Mitterrand et comprenant notamment Pierre Mauroy, Maurice Faure, Édith Cresson et Jacques Delors.
Le 14 mars 1980, alors que la peine de mort est en vigueur en France, il dépose une proposition de résolution pour son abolition dans l'ensemble de la Communauté européenne. Le Parlement européen adopte cette résolution le 17 juin 1981. La peine capitale sera abolie en France par la loi du 30 septembre 1981.
Roger-Gérard Schwartzenberg est ensuite élu député à en 1986, 1988, 1993, 1997 et 2002 (3e circonscription du Val-de-Marne). À l'Assemblée nationale, il est vice-président du groupe socialiste de 1988 à 1997, puis de 2002 à 2007. Dans l'intervalle, il est en 1999-2000, jusqu'à son retour au gouvernement, président du groupe Radical, citoyen et vert (RCV), qui rassemble les députés de gauche n'étant ni communistes, ni socialistes, et qui font partie de la gauche plurielle.
Lors des élections législatives de 2007, il obtient 49,8 % des voix et perd son mandat de 148 voix sur 68 500 inscrits face à Didier Gonzales, maire de Villeneuve-le-Roi. Devant l'étroitesse de l'écart de voix — l'un des cinq plus faibles enregistrés en France pour ces législatives de 2007 —, il dépose un recours auprès du Conseil constitutionnel, qui valide pourtant l'élection le 13 décembre 2007.
Il se représente aux législatives de juin 2012 dans sa circonscription d'origine (la 3e du Val-de-Marne) avec l'investiture du PRG et du PS. Il est élu le 17 juin 2012 et prend l'initiative de créer le groupe radical, républicain, démocrate et progressiste (RRDP), dont il est élu président.
Le 13 février 2017, il annonce lors d'un entretien au journal Le Parisien, qu'il sera pas candidat à sa réélection aux élections législatives de 2017.

## Carrière municipale
Il est maire de Villeneuve-Saint-Georges de 1989 à 1995, puis de 2001 à 2008. En 2001, sa liste l'emporte dès le 1er tour avec 52,84 % des voix, la liste des Verts conduite par Jean-Charles Germany et Cécile Duflot obtenant par ailleurs 8,03 %. Pour les municipales de 2008, il conduit lui-même les négociations PRG-PS- MRC-Verts, Cécile Duflot acceptant d'être no 2 de la liste. Mais ne souhaitant pas être maire une troisième fois, il annonce début janvier 2008 son intention de ne pas se représenter personnellement à la mairie. La liste est donc conduite par Laurent Dutheil (PS), qui avait été son premier adjoint. Toutefois, la liste Dutheil-Duflot est devancée au 1er tour des municipales de mars 2008 par la liste de Sylvie Altman (PCF), alors qu'au 1er tour des législatives de juin 2007 neuf mois auparavant, Roger-Gérard Schwartzenberg avait devancé Sylvie Altman de 16 points à Villeneuve-Saint-Georges.

## Carrière ministérielle
Roger-Gérard Schwartzenberg a appartenu à trois gouvernements de gauche (Mauroy III, Fabius et Jospin), comme secrétaire d’État à l'Éducation nationale (1983-1984), secrétaire d'État aux Universités (1984-1986) et ministre de la Recherche (2000-2002).
Comme ministre de la Recherche, il est à l'origine de la deuxième loi de bioéthique, de la fondation du Consortium national pour la recherche en génomique, de la création du synchrotron SOLEIL à Saclay, de la relance du projet ITER et du projet GALILEO, du lancement du programme Ariane 5 plus, qui précède Ariane 6.
Par ailleurs, il crée l'Institut de la vision (dirigé par le Pr José-Alain Sahel), l'Institut de la longévité et du vieillissement (animé par le Pr Étienne-Émile Baulieu) et l'Institut des maladies rares (dirigé par le Pr Alain Fischer).

## Prises de positions

### Affaires économiques

#### Énergie
Durant son passage au ministère de la Recherche et après, Roger-Gérard Schwartzenberg a soutenu le projet ITER.

### Affaires sociales

#### Emploi
En avril 2006, Roger-Gérard Schwartzenberg a proposé au président de la République, Jacques Chirac, d'organiser un référendum pour sortir de la crise du contrat première embauche (CPE). Cette proposition intervient le lendemain de la décision du Conseil constitutionnel, que Roger-Gérard Schwartzenberg avait saisi avec d'autres parlementaires pour s'opposer au CPE (article 8 de la loi pour l'égalité des chances), et qui avait déclaré le CPE conforme à la Constitution.

### Europe

#### Convergence européenne
Lors de la campagne référendaire portant sur le traité établissant une constitution pour l'Europe, Roger-Gérard Schwartzenberg invite en mai 2005 le Président de la République, Jacques Chirac, en cas de victoire du oui, à lancer une initiative pour « élaborer des critères de convergence entre les législations sociales et fiscales des différents pays de l'Union », pour éviter le dumping social et fiscal.

#### Contrôle national
Roger-Gérard Schwartzenberg soutient en janvier 2015 l'adoption de « l'amendement Balladur » (tout comme les députés de l'UDF et une partie de ceux de l'UMP), qui prévoit que le gouvernement soumette au Parlement un texte européen sur demande du Président de l’Assemblée nationale ou du Sénat, du Président d’une des commissions permanentes de ces assemblées, ou de soixante députés ou soixante sénateurs ; il explique sa position en affirmant que « le Parlement doit avoir son mot à dire sur les questions européennes, qui font désormais partie de la politique nationale ». L'amendent n'a pas été adopté.

### Politique étrangère

#### Chine
Opposé à l'invitation du président chinois, Hu Jintao, de la part du président de l'Assemblée nationale, Jean-Louis Debré, à s'exprimer devant les députés, Roger-Gérard Schwartzenberg est absent lors de sa venue le 27 janvier 2004, pour marquer son hostilité aux atteintes aux droits de l'homme en Chine et au Tibet.

### Questions sociétales

#### Bioéthique
En mai 2005, il prend position en faveur de la recherche en matière de clonage thérapeutique, notamment à travers le dépôt d'une proposition de loi.

#### Euthanasie
Il est favorable à l'assistance médicalisée pour la fin de vie, pour laquelle il dépose une proposition de loi en septembre 2012.

#### Laïcité
Il manifeste son opposition en décembre 2013 au port du voile islamique par les parents accompagnant les sorties scolaires, considérant qu'elles font partie du temps scolaire.

#### Nationalité
Dans le débat sur la déchéance de nationalité des terroristes binationaux, durant l'hiver 2015-2016, Roger-Gérard Schwartzenberg propose de recourir à la peine complémentaire de l'interdiction des droits civiques, civils et de famille, c'est-à-dire à la déchéance de la citoyenneté et non à la déchéance de la nationalité, cette peine complémentaire pouvant concerner tant les Français mononationaux que les binationaux.

### Vie politique

#### Alliances partisanes
Roger-Gérard Schwartzenberg envisage en mai 2006 une alliance ponctuelle d'opposition parlementaire avec l'UDF à la suite des votes et critiques des députés centristes contre la politique du gouvernement Villepin (budget pour l'année 2006, CPE, motion de censure).
En juillet 2007, il s'oppose à la proposition du président du PRG, Jean-Michel Baylet, de dialoguer avec le Parti radical valoisien, à la suite de l'idée d'un rapprochement entre la gauche et les centristes, en déclarant que « dialoguer avec les valoisiens qui sont officiellement membres de l’UMP et dont l’un des principaux dirigeants n’est autre que le ministre d'État Jean-Louis Borloo, ce n’est pas comme discuter avec le MoDem, qui n’est ni dans la majorité ni dans l’opposition ».

#### Élections
En février 2007, Roger-Gérard Schwartzenberg exprime sa réticence quant à l'usage du vote électronique pour les élections, qui, selon lui, pourrait entacher la sincérité des scrutins.

#### Gouvernement Raffarin
En juin 2002, dans un tout premier temps, il juge positivement la nomination de Claudie Haigneré, qui lui succède comme ministre délégué à la Recherche et aux Technologies du 2e gouvernement Raffarin.

#### Responsabilité politique
À l'issue du jugement de l'affaire des emplois fictifs de la mairie de Paris en janvier 2004, jugement critiqué par plusieurs ministres, Roger-Gérard Schwartzenberg demande dans une lettre au garde des Sceaux, ministre de la Justice, Dominique Perben, que les membres du gouvernement qui contestent une décision judiciaire soient poursuivis en justice.

## Synthèse des mandats et fonctions

### Au gouvernement
- 24 mars 1983 - 17 juillet 1984 : Secrétaire d'État auprès du ministre de l'Éducation nationale
- 23 juillet 1984 - 19 mars 1986 : Secrétaire d'État auprès du ministre de l'Éducation nationale, chargé des Universités
- 27 mars 2000 - 5 mai 2002 : Ministre de la Recherche

### À l’Assemblée nationale
- 2 avril 1986 - 14 mai 1988 : député du Val-de-Marne
- 13 juin 1988 - 27 avril 2000 : député de la troisième circonscription du Val-de-Marne
- 16 juin 2002 - 19 juin 2007 : député de la troisième circonscription du Val-de-Marne
- 18 juin 2012 - 20 juin 2017 : député de la troisième circonscription du Val-de-Marne[32]

#### Présidences de groupes parlementaires
- 30 mars 1999 - 27 avril 2000 : Président du Groupe radical, citoyen et vert
- 26 juin 2012 - 20 juin 2017 : Président du Groupe radical, républicain, démocrate et progressiste

#### Fonctions dans les instances judiciaires liées au mandat de député
- 8 décembre 1993 - 21 avril 1997 : Juge suppléant à la Cour de justice de la République
- 14 avril 1993 - 21 avril 1997 : Juge suppléant à la Haute Cour

#### Au sein des Commissions permanentes
- 7 avril 1992 - 21 avril 1997 : Vice-président de la Commission des affaires étrangères
- 17 juin 1997 - 30 mars 2000 : Vice-président de la Commission des affaires étrangères

### Au Parlement européen
- 17 juillet 1979 - 25 mars 1983 : député européen représentant la France

### Au niveau local
- 20 mars 1989 - 18 juin 1995 : maire de Villeneuve-Saint-Georges (Val-de-Marne)
- 19 juin 1995 - 18 mars 2001 : conseiller municipal d'opposition de Villeneuve-Saint-Georges
- 19 mars 2001 - 17 mars 2008 : maire de Villeneuve-Saint-Georges

## Synthèse des résultats électoraux

### Élections législatives
Les résultats du premier tableau concernent uniquement les élections de 1986 issus d'un scrutin proportionnel par liste départementale à un seul tour.
| Année | Parti | Parti | Circonscription | Voix    | %     | Rang | Sièges obtenus |
| ----- | ----- | ----- | --------------- | ------- | ----- | ---- | -------------- |
| 1986  |       | MRG   | Val-de-Marne    | 147 881 | 28,79 | 2e   | 4 / 12         |

| Année | Parti | Parti  | Circonscription    | 1er tour | 1er tour | 1er tour | 2d tour | 2d tour | 2d tour | Issue |
| Année | Parti | Parti  | Circonscription    | Voix     | %        | Rang     | Voix    | %       | Rang    | Issue |
| ----- | ----- | ------ | ------------------ | -------- | -------- | -------- | ------- | ------- | ------- | ----- |
| 1988  |       | MRG    | 3e du Val-de-Marne | 12 944   | 33,50    | 1er      | 22 563  | 54,76   | 1er     | Élu   |
| 1993  | 7 856 | MRG    | 3e du Val-de-Marne | 18,87    | 20 155   | 1er      | 50,12   |         | 1er     | Élu   |
| 1997  | PRS   | 11 683 | 3e du Val-de-Marne | 28,95    | 23 071   | 1er      | 55,49   |         | 1er     | Élu   |
| 2002  | PRG   | 12 523 | 3e du Val-de-Marne | 32,25    | 2e       | 18 149   | 51,26   |         | 1er     | Élu   |
| 2007  | PRG   | 10 588 | 3e du Val-de-Marne | 27,74    | 2e       | 18 171   | 49,80   | 2e      | Battu   |       |
| 2012  | PRG   | 10 472 | 3e du Val-de-Marne | 28,11    | 2e       | 18 776   | 52,02   | 1er     | Élu     |       |

## Livres
- La Campagne présidentielle de 1965, PUF, 1967
- La Guerre de succession ou l'élection présidentielle de 1969, PUF, 1969
- L'Autorité de chose décidée, LGDJ, Bibliothèque de droit public, 1969
- Sociologie politique, éditions Montchrestien, 1971, 5e éd. 1998.
- Robert Badinter, Jacques Attali, Jean-Denis Bredin, Régis Debray, Laurent Fabius et Michel Serres, Liberté, libertés, Réflexions du Comité pour une charte des libertés, Gallimard, 1976.
- L'État spectacle. Essai sur et contre le star system en politique, Flammarion, 1977
- Politique comparée, Les Cours du droit, 2e édition, 1980
- La Droite absolue, Flammarion, 1980
- La Politique mensonge, Odile Jacob, 1998
- 1788 : essai sur la maldémocratie, Fayard, 2006
- L'État spectacle 2. Politique, Casting et Médias, Plon, 2009

## Décorations

### Françaises
- Officier de la Légion d'honneur  par le décret du 31 décembre 2018[38]
- Chevalier de la Légion d'honneur le 3 avril 2009

### Étrangères
- Grand officier de l'ordre du Mérite (Allemagne)
- Grande décoration d'honneur de la République d'Autriche